# Pristis pectinata

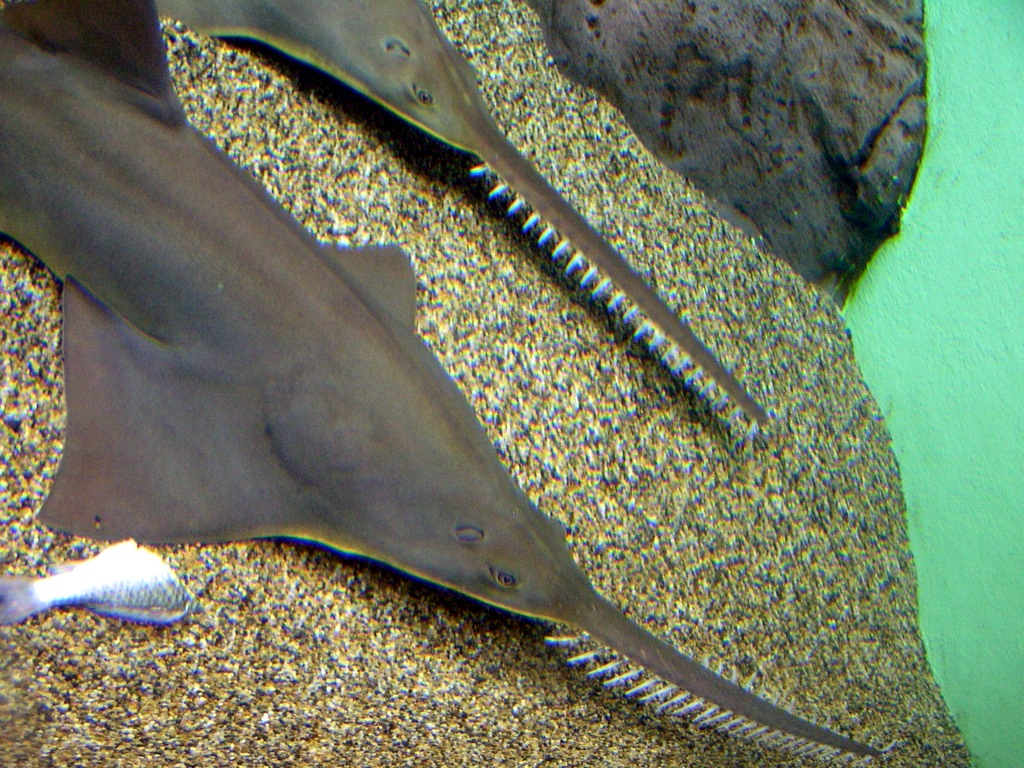
Peix serra a l'aquàrium de Shanghai

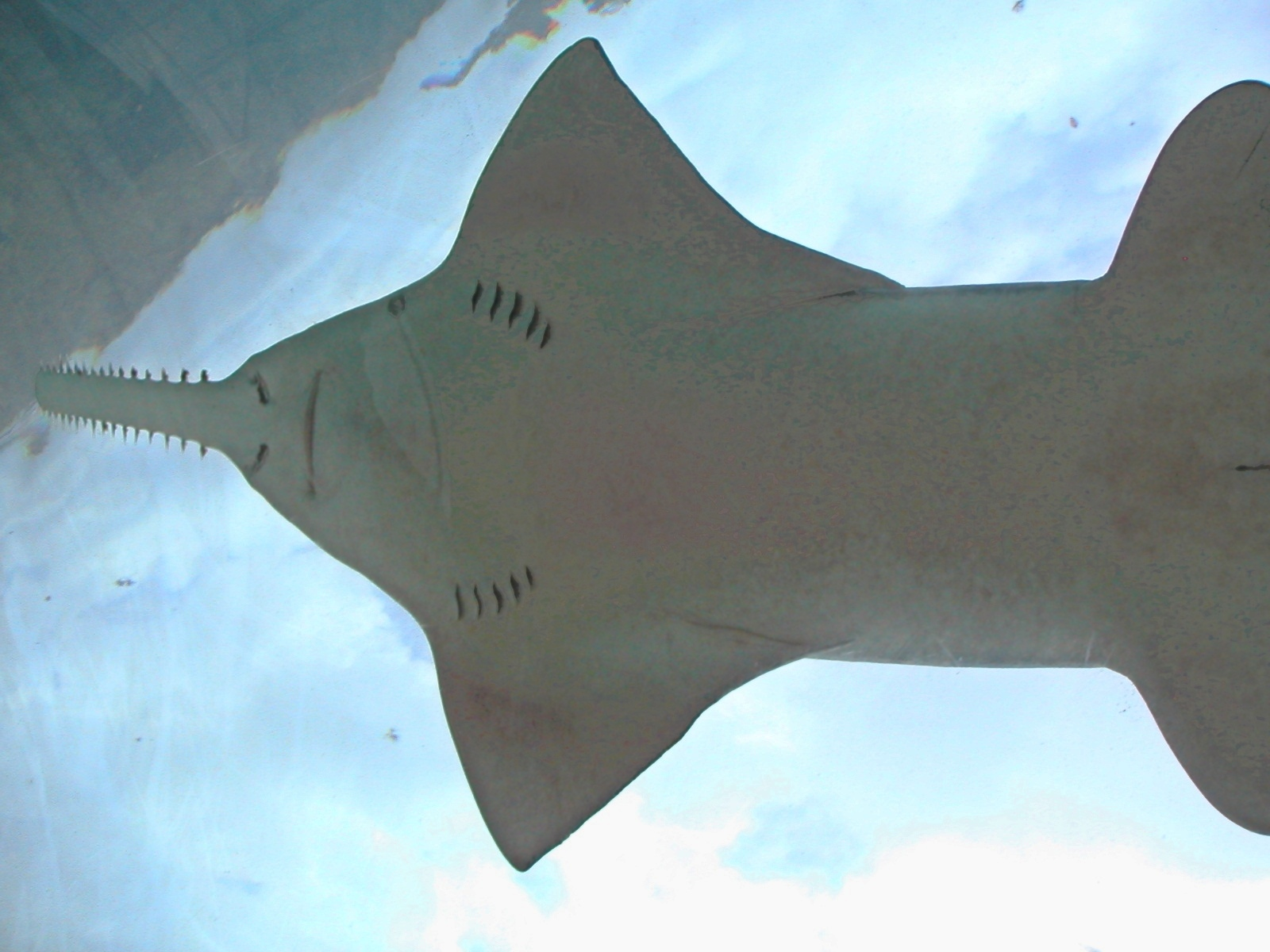
Pristis pectinata vist per sota

Pristis pectinata és una espècie de peix cartilaginós batoïdeu pertanyent a la família Pristidae.

## Descripció
- El mascle fa 760 cm de llargària màxima,[3] tot i que la mitjana és de 550.
- Pes màxim: 350 kg.[4]
- Cos aplanat i aletes pectorals en forma d'ales.
- La boca és situada ventralment i els ulls dorsalment.
- La serra representa, aproximadament, el 25% de la longitud total del cos, és més ampla a la seua base i les dents són espaiades, més amples que llargues, i esmolades, tot i que esdevenen romes amb el pas del temps.[5]
- Aleta caudal gran, obliqua i sense lòbul inferior.[6]
- Ambdues mandíbules tenen entre 10 i 12 fileres de dents: la superior té entre 88 i 128 dents i la inferior 84-176. Són arrodonides i esmolades.[5]
- Color gris fosc a marró negrós a la part superior i més pàl·lid al llarg dels marges de les aletes. La part inferior pot ésser de color blanc, blanc grisenc o groc pàl·lid.[7]

## Reproducció
És ovovivípar i les femelles poden tindre ventrades de 15-20 individus, els quals mesuren 60 cm en el moment de néixer.

## Alimentació
Menja peixos i mariscs. Empra la seua serra per remoure el fons quan es nodreix d'invertebrats bentònics i per a matar peixos pelàgics.

## Depredadors
Els exemplars petits són depredats per taurons.

## Hàbitat
És demersal, de clima subtropical (16 °C-30 °C; 44°N-37°S, 180°W-180°E) i viu tant a l'aigua dolça com a les salobres i marines fins a una fondària de 10 m. És comú a les badies, llacunes, estuaris, desembocadures de rius, llacs i rius.

## Distribució geogràfica
Es troba a l'Atlàntic occidental (des de Carolina del Nord -els Estats Units-, Bermuda i el nord del Golf de Mèxic fins a l'Argentina), el Carib (tot i que és rar a Bermuda), l'Atlàntic oriental (des de Gibraltar fins a Namíbia i, possiblement també, a la Mediterrània) i des del Mar Roig i l'Àfrica oriental fins a les Filipines. És possible també que sigui present al Pacífic oriental.

## Ús comercial
És emprat com a aliment per al consum humà i el seu oli és utilitzat per a fabricar medicaments, sabó i per a curtir el cuir. Els exemplars adults són dissecats per esdevindre objectes de decoració i llurs serres arrencades per a ésser venudes als turistes com a records turístics. A més, també és considerat un trofeu molt preuat en la pesca esportiva.

## Estat de conservació
Ha estat totalment o gairebé extint a moltes zones de la seua àrea de distribució històrica (la Mediterrània, la costa atlàntica dels Estats Units, el Golf de Mèxic i la costa atlàntica sud-occidental) a causa de la sobrepesca i les modificacions esdevingudes al seu hàbitat.

## Observacions
Mostra agressivitat vers els taurons quan comparteixen un mateix espai tancat.